# Brooke Knows Best
Brooke Knows Best è un programma televisivo statunitense, trasmesso dal 2008 per VH1. Il programma è il seguito di Hogan Knows Best ed è incentrato sulla vita di Brooke Hogan, figlia di Hulk Hogan, un wrestler professionista degli anni 1980. Il programma è stato trasmesso anche in Italia su MTV dal 1º gennaio 2009 e sono state realizzate 2 stagioni, ognuna da 10 puntate.